# Labochilus bimaculatus
Labochilus bimaculatus är en stekelart som beskrevs av Gusenleitner 2001. Labochilus bimaculatus ingår i släktet Labochilus och familjen Eumenidae. Inga underarter finns listade i Catalogue of Life.